# Peddiea fischeri
Peddiea fischeri är en tibastväxtart som beskrevs av Adolf Engler. Peddiea fischeri ingår i släktet Peddiea och familjen tibastväxter. Inga underarter finns listade i Catalogue of Life.